# Langues paléo-sibériennes
Cet article concerne les langues paléo-sibériennes. Pour les peuples paléo-sibériens, voir Paléo-Sibériens.
Les langues paléo-sibériennes, paléo-asiatiques ou hyperboréennes sont un ensemble hétéroclite de quatre à six petites familles de langues de Sibérie. Ce regroupement est aujourd'hui complètement désuet. Il a été lancé à l'origine par Leopold von Schrenck, ethnographe russe, en 1883 (Paleoaziatskij). 
Ces langues, aujourd'hui menacées, ne sont pas toutes reliées phylogénétiquement entre elles, mais partagent une situation géographique commune à l'est de la Sibérie et un caractère vestigial dans un environnement linguistique majoritairement altaïque, façonné par les migrations des peuples de langues turques, toungouses, samoyèdes et russe qui les ont déplacées. 
Ces familles sont : 
- les langues ienisseïennes, qui seraient apparentées au na-déné (déné-yénisséien, Edward Vajda 2010) ;
- le youkaguir, qui serait apparenté aux langues ouraliennes, dont la divergence serait antérieure à celle entre finno-ougriens et samoyèdes ;
- les langues tchouktches-kamtchadales (ou luorawetlan) ;
- le nivkhe (ou gilyak) ;
- les langues eskimo-aléoutes (parfois incluses) ;
- les langues aïnoues (parfois incluses).

Les deux groupes tchouktches-kamtchadales et nivkhe feraient partie (comme l'ouralo-youkaguire) de la macro-famille eurasiatique proposée par Greenberg (2001), mais auraient des affinités plus fortes selon l'hypothèse gilyako-tchouktche (Fortescue, 2011). 